# Дюъл (окръг, Южна Дакота)
Вижте пояснителната страница за други значения на Дюъл.
Окръг Дюъл (на английски: Deuel County) е окръг в щата Южна Дакота, Съединени американски щати. Площта му е 1649 km², а населението - 4281 души (2017). Административен център е град Клиър Лейк.